# Dai Dai Ntab
Dai Dai Alexandre Ntab (ur. 17 sierpnia 1994 w Amsterdamie) – holenderski łyżwiarz szybki.

## Kariera
Pierwszy sukces w karierze osiągnął w 2014 roku, zdobywając brązowy medal w biegu na 500 m podczas mistrzostw świata juniorów w Bjugn. W 2017 roku wystartował na tym samym dystansie podczas dystansowych mistrzostw świata w Gangneung, jednak został zdyskwalifikowany. W zawodach Pucharu Świata zadebiutował 21 listopada 2014 roku w Seulu, zajmując pierwsze miejsce w finale B na 500 m. Pierwszy raz na podium stanął 3 grudnia 2016 roku w Astanie, zwyciężając w swej koronnej konkurencji. Ntab odniósł jeszcze dwa kolejne zwycięstwa na 500 m w sezonie 2016/2017 i w efekcie zwyciężył w klasyfikacji końcowej tego dystansu. Nie startował także na igrzyskach olimpijskich.
Jest synem Senegalczyka i Holenderki